# Giganti (folclore)
I Giganti, rappresentanti solitamente una donna bianca di nome Mata ed un guerriero nero di nome Grifone, sono due alti fantocci di cartapesta che vengono portati a spalla o trainati, danzando al ritmo di tamburi, per le vie di Messina, Palmi, Rosarno, Siderno, Polistena, San Giorgio Morgeto, Anoia e altre località della Sicilia e della Calabria, in occasione di festività cattoliche patronali o di altri eventi. I giganti sono identificati nei leggendari fondatori della città di Messina e da questo deriva la loro importanza nella tradizione folcloristica.

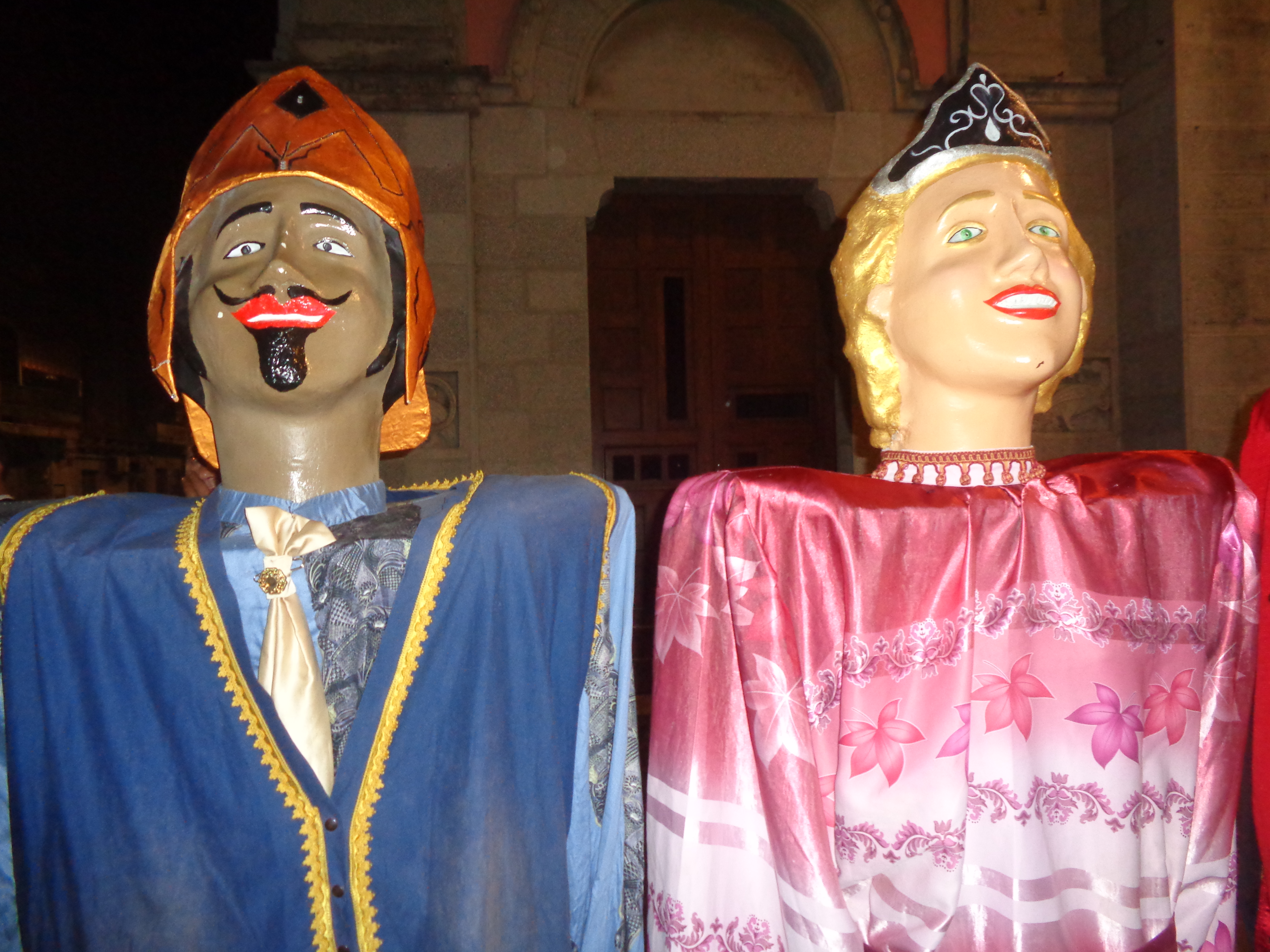
I "Giganti" di Rombiolo (VV)

## Storia dei Giganti

### Le origini

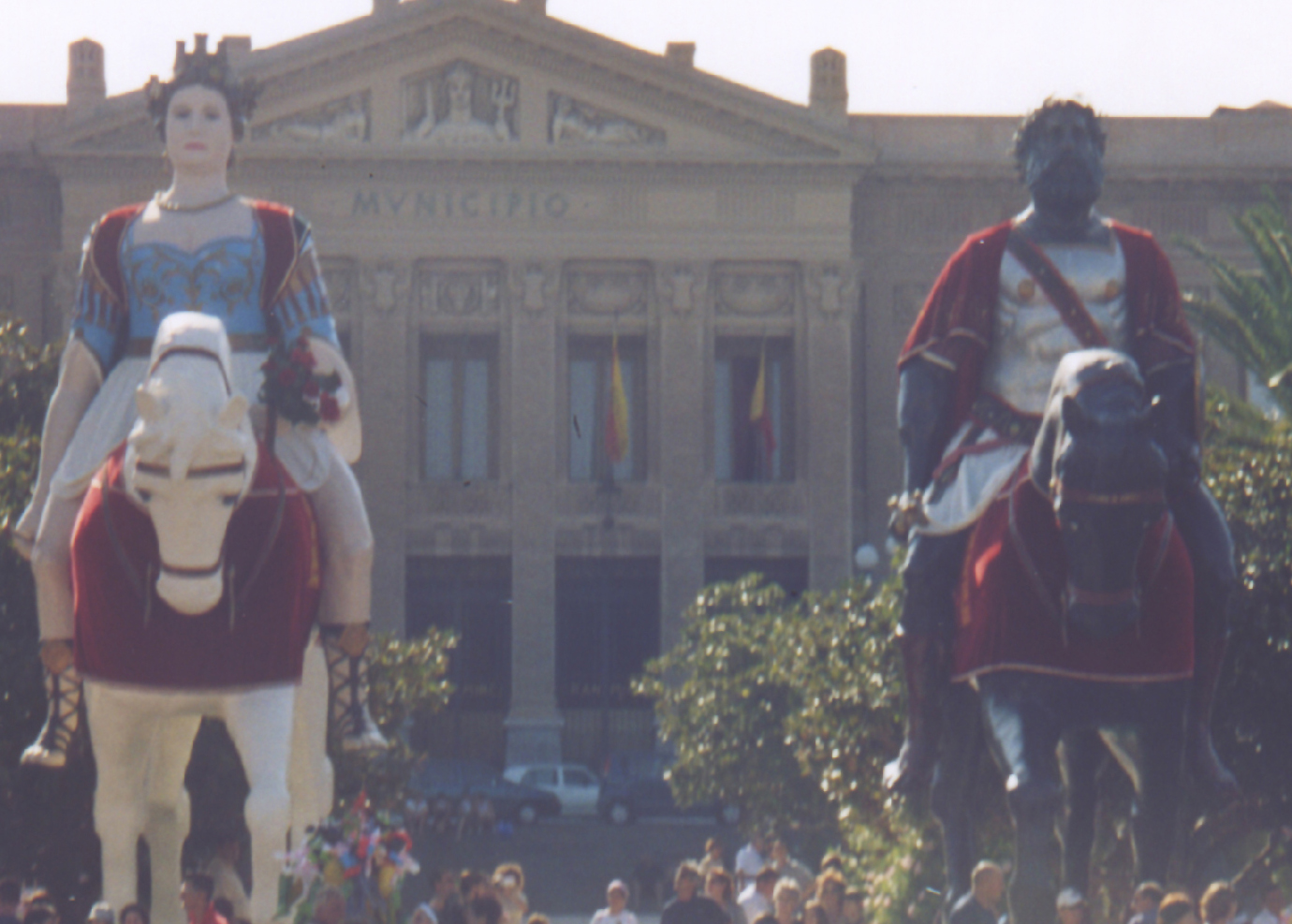
I “Giganti” di Messina

In relazione ai giganti alcuni racconti popolari calabresi narrano la storia di una regina rapita da un re venuto da molto lontano, dal mare, dalla Turchia. Ritroviamo questi alti giganti radicati nella cultura popolare della Spagna e vengono in mente ambientazioni che vedono la Calabria durante la dominazione spagnola, poi ancora al periodo delle incursioni turche e ai saraceni. La radice storica del ballo dei giganti è di probabile origine aragonese. Il contatto con la dominazione catalana fece pervenire in Sicilia e in Calabria questa tradizione tuttora fortissima in Catalogna. A testimonianza di un'antica matrice culturale presente nell'area del Mediterraneo ancora oggi ritroviamo manifestazioni popolari con l'uso dei giganti processionali in Spagna, in Sicilia, a Malta ma anche in Belgio e in Germania.
Le statue derivano dai giganti processionali dell'antica tradizione spagnola, ancora oggi presenti in molte zone della Spagna e usati in occasione di varie festività, come a Tarragona per la festa di Santa Tecla, o durante la fiesta Mayor de Reus che si svolge il giorno di San Pietro Reus. Il contatto con la dominazione catalana fece pervenire la tradizione dei giganti processionali che si è diffusa anche in Sicilia ed in Calabria, ed oggi è legata al culto della Vergine Maria, come nel caso dei giganti Mata e Grifone della festa della Assunta a Messina o dei giganti Kronos e Mytia della festa della Madonna della Luce di Mistretta. Inoltre i due colossi di cartapesta rappresentano e ricordano allegoricamente la conquista della libertà del popolo calabrese dai predoni saraceni e turchi, che per secoli devastarono la Calabria apportando ovunque lutti e rovine. Il Gigante nero, chiamato Grifone, raffigura il truce saraceno e, nelle sembianze di una bella e prosperosa popolana, Mata, ne era la sua preda.
Nel corso della storia i due giganti Mata e Grifone sono stati identificati con varie figure mitologiche, ad esempio Kronos e Rhea, Cam e Rea, Zanclo e Rea, Saturno e Cibele; la leggenda più famosa narra che ai tempi delle invasioni saracene in Sicilia, attorno al 970 d.C., un invasore moro di nome Hassas Ibn-Hammar, grandissimo, sbarcato a Messina si innamorò della cammarota Marta figlia di re Cosimo II da Casteluccio. Il nome Marta, dialettizzato, diventa Mata. Il pirata chiese la mano della donna, ma le loro nozze furono celebrate solo dopo la conversione del moro al cristianesimo: il suo nome da Hassan diventò quindi Grifo, o meglio, Grifone per la sua mole. Mata e Grifone prosperarono ed ebbero moltissimi figli: molti tra i messinesi. Questa versione è infatti confermata dalle scritture di alcuni autorevoli storici antichi, Mata e Grifone non sarebbero i mitici fondatori di Messina: Saturno Egizio e la moglie Rea o Cibale.
Con il passare del tempo, al nome di Saturno Egizio venne aggiunto il nome di Zancle (falce), o per aver fondato la città siciliana in un'insenatura di mare a forma di falce, o perché a lui sarebbe attribuita l'invenzione dell'attrezzo agricolo per mietere il grano. Per tale motivo la città peloritana, prima ancora che le venisse imposto l'odierno nome dal conquistatore greco Messena, venne per molti secoli chiamata Zancle in onore del suo mitico fondatore.
La più attendibile storia sulla nascita dei Giganti è però legata ad un fatto storico realmente accaduto nel 1190; In tale anno, Riccardo I Re d'Inghilterra, più comunemente noto col nome di Riccardo Cuor di Leone, giunse a Messina da dove doveva muovere la Terza crociata che era stata indetta da papa Gregorio VIII per liberare dai musulmani il Santo Sepolcro di Gerusalemme. Durante la permanenza in città il monarca si accorse che i messinesi erano privi della libertà perché ancora oppressi dai greci bizantini: essi infatti si erano impossessati di tutte le cariche politiche, civili ed amministrative gestendo la giustizia a loro piacimento con provvedimenti impopolari ed inappellabili emanati dalla sicura fortezza di San Salvatore, strategicamente posta all'imbocco del porto. Il Re d'Inghilterra, non volendo usare la forza per soggiogarli, pensò di dimostrare la sua potenza facendo costruire sul colle di Roccaguelfonia, situato proprio di fronte alla fortezza, un imponente ed inespugnabile castello. Prima ancora che venisse ultimato, il popolo lo adottò battezzandolo col nome di Matagriffon coniando Mata, da Macta (ammazza) e, Griffon da Grifone (ladro). I greci bizantini dimostrarono di aver inteso il messaggio, abbandonando per sempre la città, così che il popolo Messinese riacquistò la tanto sospirata libertà.
Per festeggiare l'evento e tramandarlo alle generazioni future, i messinesi portarono nelle piazze il castello di Matagriffon in cartapesta per poi sdoppiarlo nel nome e con le sembianze dei fondatori della città: li chiamarono "'a Gigantissa" e "lu Giganti", ma anche Mata e Grifone. In tal modo la colossale coppia divenne l'emblema della loro libertà e l'omaggio agli antichi fondatori e ai Colossi, rappresentati su due cavalli finemente addobbati, venne nel tempo accostato un finto cammello che veniva bruciato nelle piazze al termine delle feste di mezz'agosto, per simboleggiare la sconfitta degli empi dominatori saraceni scacciati nel 1060 dalla città dal Conte Ruggero I il Normanno. I Giganti, quali simbolo di libertà, vennero ben presto adottati in molte città siciliane e da alcune della fascia costiera tirrenica ed aspromontana della Calabria che, come Messina, avevano profondamente subito le devastazioni saracene e turche.

## I Giganti calabresi

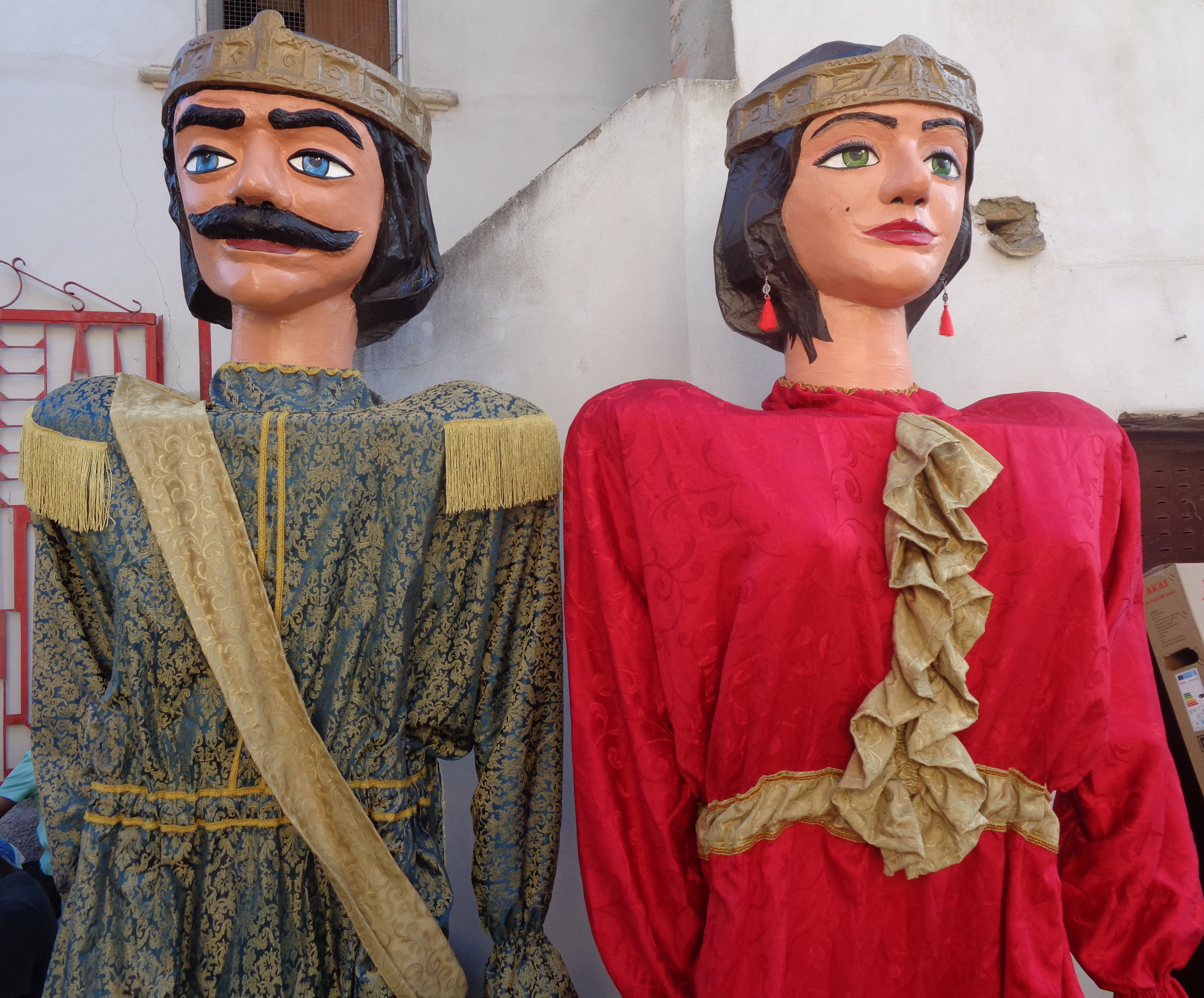
I "Giganti" di Vena Media

Mentre nel tempo scomparvero a Reggio Calabria ed in altri centri, sopravvivono ancora oggi a San Giorgio Morgeto, San Ferdinando,Scido, Maropati, Zaccanopoli, Siderno, Rosarno, Gioia Tauro, Polistena, Taurianova, Tropea, Mileto, Ricadi, Spilinga, Drapia, Dasà, Zambrone, San Costantino Calabro, San Leo di Briatico, Papaglionti di Zungri, Mesiano di Filandari, Maierato, Sorianello, Melicucco, San Martino, Brognaturo, Serra San Bruno, Fabrizia, Spadola, Delianuova, Cittanova, Seminara, Vibo Valentia, Vazzano, Bovalino, Platì, Scilla, Palmi e Ardore.

### Storia dei tre della Croce a Tropea

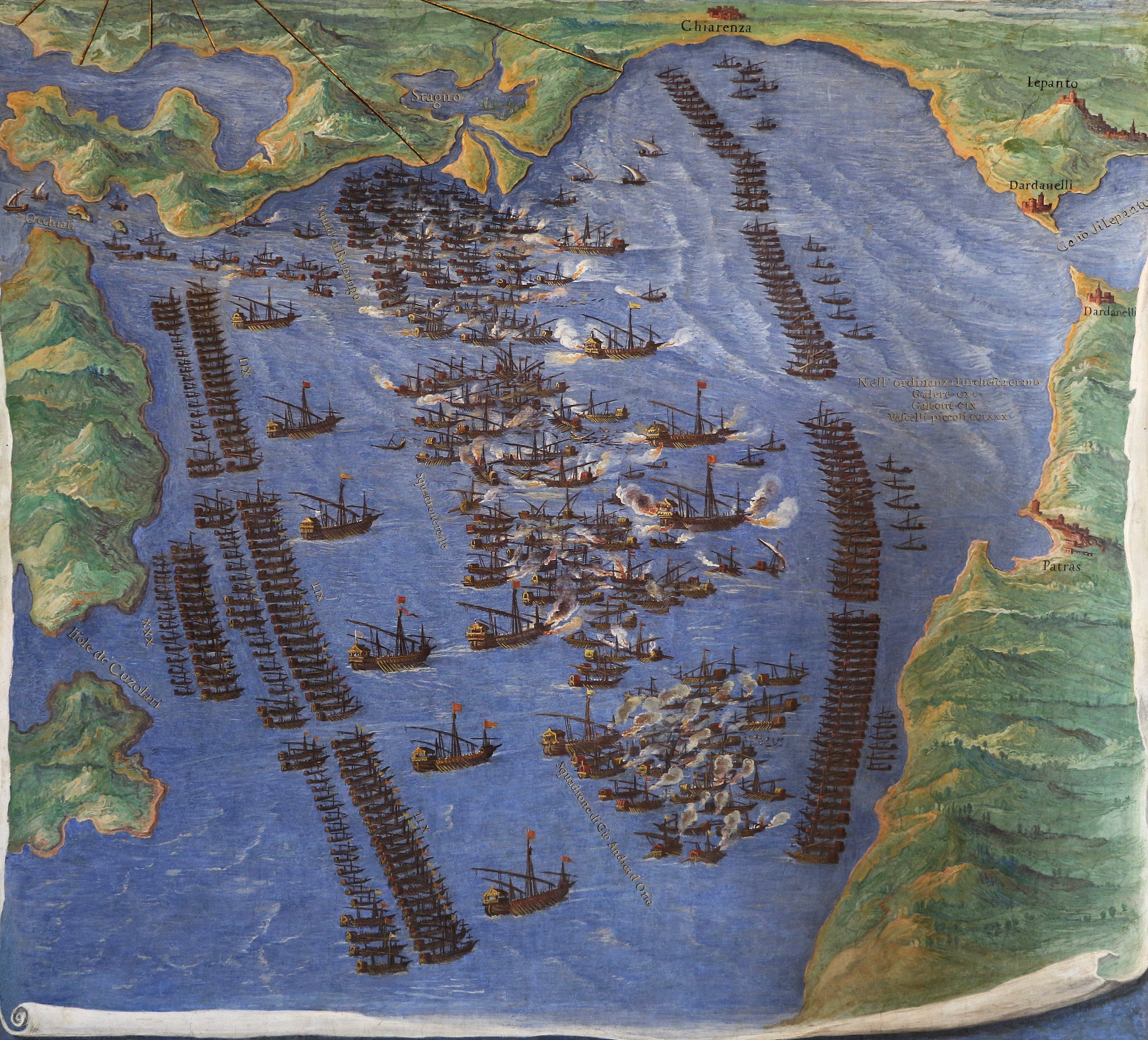
Ferrando Bertelli, Battaglia di Lepanto, tavola ad acquaforte (550 x 500) da un affresco (Venezia, Museo Storico Navale).

Il 3 maggio, a Tropea si svolge una delle feste più antiche e seguite dai tropeani e dai paesi vicini, i Tri da cruci, nel borgo in via Umberto I: si commemora tra rulli di tamburi con i Giganti, mercatino, bandiere e balconi addobbati, la cacciata ai pirati turchi e saraceni ad opera di valorosi tropeani, che dopo secoli di "assedio", nel 1571 nella battaglia di Lepanto in aiuto decisivo alla Chiesa di Roma contro i Turchi, finalmente riuscirono ad avere la meglio sui nemici, cacciandoli definitivamente. Si commemora la Santa Croce, giustificata dal fatto che, un tempo, all'inizio di via Umberto I, sorgeva un tempietto con tre Croci. Ma la ricorrenza si è caricata di significati e simboli, di riti pagani e cristiani, che la tradizione ha portato sino ai nostri giorni.
Nei secoli passati, in varie epoche e per lunghi periodi, i pirati turchi e saraceni tennero sotto il loro dominio questo territorio, girando per le vie a dorso di cammello e seminando il terrore tra le popolazioni. I tropeani, riuscirono a scacciare i turchi da Tropea, incendiando le loro navi. Nel 1571, 1200 tropeani partirono al comando del capitano Gaspare Toraldo, e si distinsero per il loro valore nello stretto di Lepanto il 7 ottobre.
I Tropeani, dunque, per celebrare questi avvenimenti, il tre maggio, giorno in cui si festeggia il Trionfo della Santa Croce, preparano sagome di barche, cariche di fuochi d'artificio, le appendono da un lato all'altro della Via Borgo e durante la festa danno loro fuoco, creando un fantasmagorico spettacolo di luci, colori e scoppi. Poi, a fine serata, per schernire l'antico nemico, costruiscono la sagoma di un cammello, imbottito anche questo di fuochi d'artificio e al ritmo frenetico della caricatumbula, i tamburi accompagnano la danza del "camiuzzu i focu" che balla, spara, agonizza.

## I Giganti di Palmi
Palmi vanta una storia secolare sull'usanza dei Giganti. Pertanto la città assume un'importante rilevanza, in Calabria, nell'ambito di questa tradizione. L'adozione dei Giganti a Palmi avvenne soprattutto per ricordare l'evento storico legato alla presenza in città del conte Ruggero I. Fu infatti da Palmi che l'armata normanna si radunò per muovere alla conquista della Sicilia: «Raunato adunque il Conte l'esercito di mille, e settecento tra Fanti, e Cavalieri, a Palme inviossi, e per Mare, poscia in Reggio; dove riposato quindeci giorni, con ventisei Galee, e Brigantini, tragittossi di Messina». Per questo, durante la "sfilata dei Giganti" di Palmi, partecipa anche un finto cavallo di cartapesta.
Nel dettaglio, la sfilata dei Giganti per le vie cittadine è solitamente composta da:
- Il palio;[26]
- I giganti Mata e Grifone;
- Il cavallo;
- Il complesso dei tamburinari.

La sfilata è accompagnata da un ritmo tipico e martellante dei tamburi, e a volte dal battito delle mani delle persone; il suono richiama l'attenzione in modo che anche in lontananza si possa seguire la sfilata. La musica quindi guida i giganti danzanti. I tambunari solitamente procedono per ultimi, a chiudere la sfilata.
I Giganti di proprietà della congrega dell'Immacolata e San Rocco, nel 1987, furono esposti, su richiesta della Regione Calabria, al Museo di antropologia ed etnografia di Torino in rappresentanza della cultura e delle tradizioni della Calabria. Nel corso degli anni i Giganti di Palmi hanno avuto modo di "danzare" anche in altre città, come ad esempio Milano (1990), Foligno e Venezia.

### Mata e Grifone

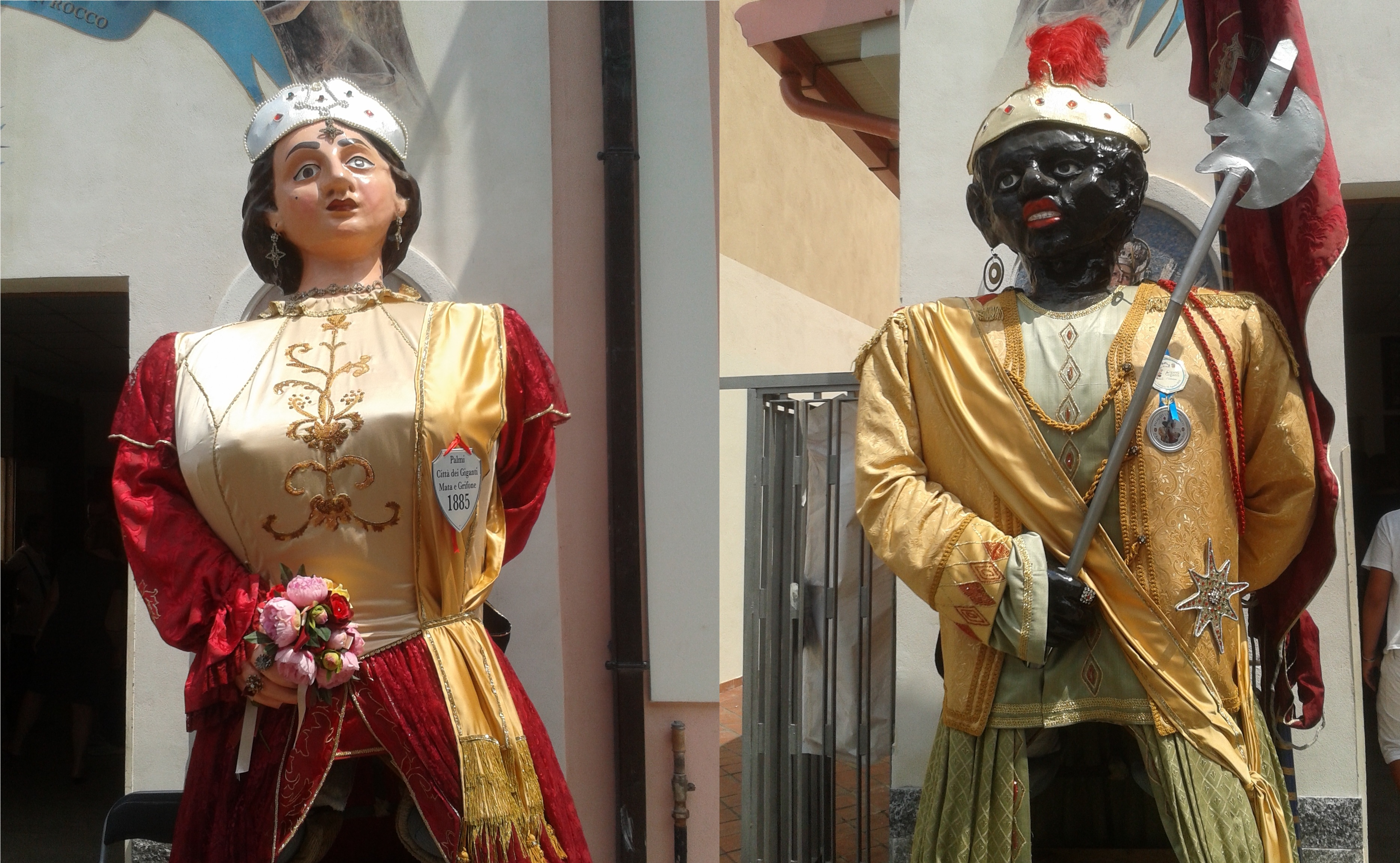
La copia di Giganti di proprietà della Venerabile Congrega di Maria Santissima Immacolata e San Rocco.

In origine i fantocci di Mata e Grifone erano di legno leggero cavo e superavano gli otto metri di altezza; principalmente oggi sono di cartapesta e meno alti. Inoltre alcuni venivano trainati, altri sollevati, mentre oggi generalmente ciascuno dei giganti è sorretto ed inalzato da un portatore che si posiziona nella parte inferiore al busto cavo, reggendo delle maniglie. In occasione di particolari festività i giganti vengono portati fuori dal luogo in cui sono custoditi, per poi sfilare anche più volte al giorno. Ve ne sono varie copie, abbigliati e decorati diversamente a seconda della festività e della chiesa e/o congrega a cui fanno riferimento, a seconda del periodo storico in cui sono stati realizzati.
Delle varie copie di Giganti, quella più antica risale al 1885 realizzata dai fratelli Francesco e Virgilio Cicala, ed è di proprietà della Venerabile congrega di Maria Santissima Immacolata e del glorioso San Rocco. Una copia, di pochi anni più recente, è conservata presso il Museo di etnografia e folclore Raffaele Corso della Casa della cultura e fu realizzata dall'artista Fortunato Messina. Le altre copie, realizzate negli ultimi decenni, sono di proprietà della parrocchia di San Fantino, della Congrega del Santissimo Sacramento e di Maria Santissima del Soccorso (2005) e della Pro Loco cittadina (2011).

### Il Palio

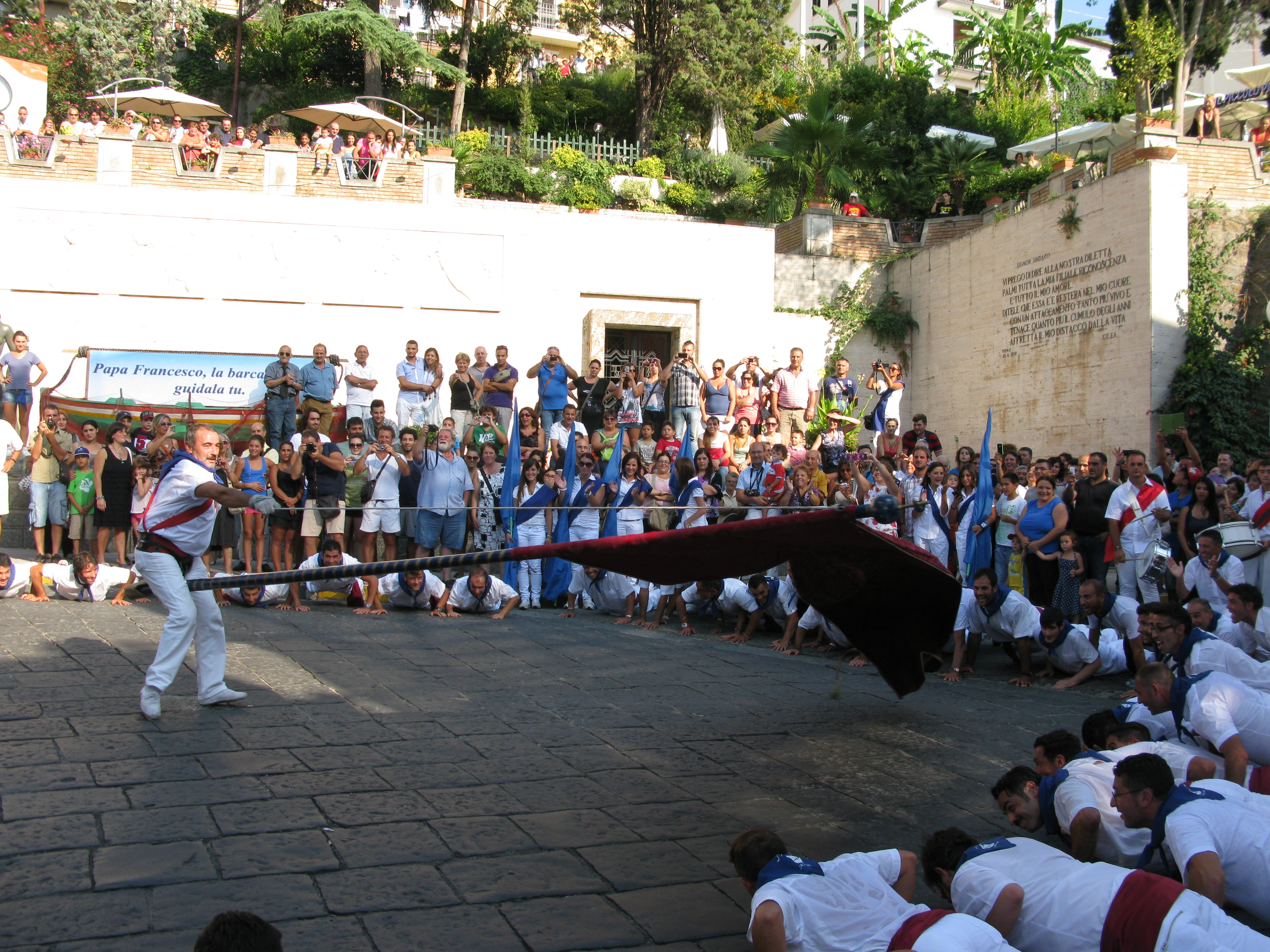
La rotazione del Palio sopra i mbuttaturi della Varia, nell'edizione del 2013.

Il palio è una lunga e pesante pertica di legno con un drappo di seta color cremisi, nei cui lati sono impressi lo stemma civico di Palmi ed il monogramma (M) della Madonna della Sacra Lettera, patrona e protettrice della città. L'asta termina in cima con un piccolo globo terrestre in cartapesta, sormontato da un'altrettanto piccola croce. Il palio è sostenuto alla base da una sacca di pelle, sorretta ai fianchi di un portatore.
Il palio viene fatto girare dal possente portatore nei crocevia principali, nelle piazze e davanti alle chiese, per «supplicare la protezione della Sacra Vergine sulla città e sul popolo». Il movimento rotatorio del palio, creato dall'abile portatore, è effettuato a pochi centimetri dal suolo e fa assumere al drappo di seta un movimento leggero ed ondulato, che vuol simulare simbolicamente la carezza della mano della Madonna tanto che, anticamente, il drappo sfiorava le teste dei bambini posti genuflessi ed in cerchio. Anche questo momento della sfilata è accompagnato dai tamburi, che in questo caso hanno un ritmo cruciale.
Va segnalato che il Palio viene portato in giro per la città anche in altre occasioni più importanti e solenni della "sfilata dei Giganti". Difatti il Palio, seguito dal complesso dei tamburinari che esegue però in questo caso un ritmo più sobrio, ha il compito di procedere in testa ad alcune processioni cittadine tra le quali: la processione di San Rocco, la processione di Maria Santissima Immacolata e tutte le processioni inerenti alla Varia di Palmi, dal 2013 inserita nel Patrimonio orale e immateriale dell'umanità dell'UNESCO.

### Il cavallo
Segue i Giganti un finto cavallo montato anch'esso da un portatore che, emergendo con metà busto dall'animale, crea una mitica figura di novello centauro a due zampe. Durante il ballo il destriero volteggia tra la coppia gigantesca cercando di allontanare il gigante Grifone da Mata. A volte, scalpitando ed imbizzarrendosi, riesce a dividerli frapponendosi tra di loro. Infine, visti inutili i suoi tentativi di dissuadere il gigante nero dal conquistare Mata, si rassegna marciando contento davanti alla coppia danzante e festosa.

### Date di uscita
Le festività nelle quali avviene la "Sfilata dei Giganti", per le vie cittadine, sono le seguenti:
- Giganti di proprietà della Venerabile Congrega di Maria SS.ma Immacolata e del glorioso San Rocco:
  - Festa di San Rocco (14 agosto e 15 agosto intera giornata, 16 agosto mattina);
  - Varia di Palmi, patrimonio orale e immateriale dell'umanità dell'UNESCO (nelle giornate in cui avvengono manifestazioni legate alla celebrazione della festa);
  - Festa di Sant'Antonio (13 giugno);
  - Festa di Maria Santissima Immacolata (8 dicembre mattina);
- Giganti di proprietà della Congrega di Maria SS.ma del Soccorso:
  - Festa di Maria Santissima del Soccorso (venerdì e sabato antecedenti la prima domenica di agosto, per l'intera giornata, e la mattina della prima domenica di agosto);
  - Festa del Santissimo Crocifisso (3 maggio mattina);
  - Festa di Sant'Elia (penultima domenica di luglio);
- Giganti di proprietà della parrocchia di San Fantino a Taureana:
  - Festa di Maria Santissima dell'Alto Mare (l'ultimo sabato mattina e l'ultima domenica mattina di luglio);

Inoltre, e soprattutto negli ultimi anni, la "Sfilata dei Giganti" per le vie cittadine è avvenuta anche in date differenti da quelle suddette, per altre manifestazioni di carattere religioso e civile, come ad esempio la notte bianca. Nel caso di manifestazioni di tipo civile sfilano i Giganti di proprietà del Soccorso.

## I Giganti di Messina
La processione dei Giganti di Messina, come detto, consiste nel trainare due statue di giganti a cavallo, realizzate in cartapesta.
Le statue attuali risalgono al 1723 anche se vennero completate solamente negli anni cinquanta dello scorso secolo, venendo installati su dei carrelli con ruote in modo da poter ottenere un trainamento più facile. In passato, invece, i due venivano sollevati dai portatori attraverso pali e staffe basculanti, che consentivano di mantenerli in equilibrio, conferendo peraltro un andamento caracollante alle due statue equestri.
I due Giganti sono portati in processione dal 10 al 14 agosto, seguiti da un corteo in costume e da tamburi, trombe e dal suono cupo della "brogna" e della "ciaramedda".
Dall'anno 1993 è tornata nuovamente la tradizione di farli seguire da un'altra macchina che rappresenta un cammello.
La statua di Grifone, fu scolpita prima da Martino Montanini e successivamente da Andrea Calamech. La testa di Mata fu più volte rimaneggiata da artisti quali Santi Siracusa (XVIII secolo), Michele Amoroso e Mariano Grasso.

## I Giganti di Mistretta
I Giganti di Mistretta, chiamati anche i "gesanti", sono realizzati in legno e cartapesta e furono costruiti alla fine del XVIII secolo. Dal 1960 al 1990 furono utilizzate delle copie in modo da preservare la copia più antica. Ogni anno i "gesanti" vengono portati in processione durante la Festa della Madonna della Luce, il 7 e l'8 di settembre. I loro nomi si differenziano da quelli di Palmi e Messina in quanto vengono chiamati "Cronos" e "Mitia". Tra l'altro le loro origini differiscono in parte dalle altre. La tradizione narra che ossa gigantesche furono rinvenute in una grotta accanto ad un quadro luminoso della Madonna, per cui i due giganti furono identificati come i "custodi" della reliquia.